# Кубок України з хокею на траві (чоловіки)
Кубок України з хокею на траві— це чоловічий турнір з хокею на траві, який проводиться з 1992 року серед українських клубів.

## Призери
| 1992 | «Університет» (Чернівці) | 1:1, по пенальті 4:2  | «Іскра» (Васильків)                  |
| 1993 | «Зубр» (Чернівці)        | 2:0                   | «Свема» (Шостка)                     |
| 1994 | «ОТБ» (Одеса)            | 1:1,по пенальті-3:2   | «Олімпік» (Вінниця)                  |
| 1995 |                          |                       |                                      |
| 1996 | «Олімпік» (Вінниця)      | 1:0                   | «Аврора» (Київ)                      |
| 1997 | «Аврора» (Київ)          | 2:2, по пенальті -3:2 | «Олімпік» (Вінниця)                  |
| 1998 | «Олімпік» (Вінниця)      | 10:1                  | «Колос» (Кропивницький)              |
| 1999 |                          |                       |                                      |
| 2000 |                          |                       |                                      |
| 2001 |                          |                       |                                      |
| 2002 | «Колос» (Вінниця)        | 1:0                   | «Олімпік» (Вінниця)                  |
| 2003 |                          |                       |                                      |
| 2004 |                          |                       |                                      |
| 2005 |                          |                       |                                      |
| 2006 | ОКС«Колос» (Вінниця)     | 3:1                   | «Олімпік-ВДПУ» (Вінниця)             |
| 2007 | «Олімпік-ВДПУ» (Вінниця) | 8:0                   | «Спартак» (Чернівці)                 |
| 2008 | ОКС«Колос» (Вінниця)     | 7:3                   | «Лекс-Навігатор» (Черкаська область) |
| 2009 | ОКС«Колос» (Вінниця)     | 3:2                   | «Олімпік-Динамо» (Вінниця)           |
| 2010 | ОКС«Колос» (Вінниця)     | 5:1                   | «Олімпік-Динамо» (Вінниця)           |
| 2011 | ОКС«Колос» (Вінниця)     | 5:3                   | «Олімпік-Динамо» (Вінниця)           |
| 2012 | ОКС«Колос» (Вінниця)     | 11:1                  | «ККНАУ-КРАУСС» (Кривий Ріг)          |
| 2013 | ОКС«Колос» (Вінниця)     | 6:3                   | «Олімпік-ВДПУ» (Вінниця)             |
| 2014 | ОКС«Колос» (Вінниця)     | 6:3                   | «Олімпік» (Вінниця)                  |
| 2015 |                          |                       |                                      |
| 2015 |                          |                       | Збірна Черкаської області            |
| 2016 |                          |                       | Збірна Черкаської області            |
| 2017 | ОКС«Колос» (Вінниця)     | 5:3                   | «Олімпік» (Вінниця)                  |
| 2018 | ОКС«Колос» (Вінниця)     | 2:0                   | «Старт» (Бердичівський район)        |
| 2019 | ОКС«Колос» (Вінниця)     |                       | «Олімпік» (Вінниця)                  |
| 2020 | «Олімпік» (Вінниця)      |                       | ОКС«Колос» (Вінниця)                 |
| 2021 |                          |                       |                                      |

## Див.також
- Чемпіонат УРСР з хокею на траві серед чоловіків
- Чемпіонат України з індорхокею серед чоловіків
- Чемпіонат України з хокею на траві серед жінок